# Винодольский статут
Винодо́льский стату́т, или Винодольский закон (хорв. Vinodolski zakonik) — сборник правовых норм, составленный в 1288 году в городе Нови-Винодолски (тогда — Нови-Град), один из древнейших памятников права южных славян. Является одним из древнейших правовых текстов, написанных на чакавском наречии хорватского языка. Винодольский закон был одобрен комиссией в составе 42 старейшин, избранных на вече, и записан глаголицей. Оригинал не сохранился, существует копия XVI столетия.

## Заключение
В начале XII века Винодол (приморская часть Хорватии, расположенная между городами Фиуме и Нови в комитате Фиуме, против острова Велья; название это получила в XII столетии от обилия в ней виноградников) вместе с другими хорватскими землями подчинялся венгерским королям. Со второй половины XIII в. Винодол, не выходя из подчинения верховной власти венгерских королей, состоял в наследственном владении княжеского рода, члены которого именовались князьями «Крка (т. е. острова Велья), Винодола и Модруш», а с XV века стали известны в хорватской истории под названием «Франкопанов».
Составление Винодольского статута было продиктовано необходимостью юридически оформить новые феодальные отношения, возникшие в те времена у хорватов. В статуте содержится 77 статей, большинство из которых направлено на защиту феодальной частной собственности. Много внимания в нём уделяется вопросам судоустройства, процесса и уголовному праву. Высшим судом по кодексу был суд князя и епископа над важнейшими государственными и церковными преступлениями. Система наказаний в кодексе построена на основе строгого соблюдения феодальной иерархии, причём степень наказания определяется в зависимости от социального состояния потерпевшего.
Винодольский статус даёт редкую картину жизни и политические условия в средневековой Европе. В статуте также содержатся древнейшие правила в западной части Хорватии, касающиеся здравоохранения.
В настоящее время Винодольский статут хранится в Национальной и университетской библиотеке Загреба.

## Издание
Винодольский статут был впервые подготовлен ко публикации филологом Антоном Мажураничем и издан им в загребском журнале «Kolo, clanci za literaturu, umetnost i narodni zivot» (1843, III) с переводом на современный хорватский язык (латиницу), с комментариями и примечаниями. Оттуда статут был перепечатан Осипом Бодянским в издании «Чтения в Императорском Обществе истории и древностей российских» (1846 № 4) в его же переводе на русский язык. Затем на средства Общества любителей древней письменности вышли два издания: факсимиле рукописи, исполненное Анной Евреиновой — «Закон Винодольский» (Санкт-Петербург, 1878) и издание Ватрослава Ягича «Закон Винодольский, подлинный текст с русск. переводом, критическими замечаниями и объяснениями» (Санкт-Петербург, 1880), в котором текст напечатан кириллицей, а также представлены правовые и филологические комментарии. Винодольский закон вошёл также в VI том «Monumenta Historico-juridica Slavorum meridionalium» (Загреб, 1890), издававшийся Югославской академией; в этом издании текст памятника также напечатан кириллицей.
В 1856 году Вацлав-Александр Мацеёвский перевёл Винодольский статут на польский язык. Существуют также переводы на немецкий, итальянский, английский.